# Jordskælvet i Thailand 2025
Jordskælvet i Thailand 2025 den 28. marts klokken 13:20 lokal tid, skyldtes et jordskælv på 8,2 på Richterskalaen, i 10 kilometers dybde nordøst for Mandalay i Myanmar. Kort efter fulgte et kraftigt efterskælv på 7,7. Jordskælvet kunne mærkes i det nordvestlige og vestlige Thailand samt i hovedstaden Bangkok, hvor et højhus under opførelse kollapsede. Adskillige bygninger blev evakueret og togdriften standset. Den thailandske hovedstad blev erklæret i undtagelsestilstand, hvilken varede til den 3. april.
Årsagen til jordskælvet var ifølge Thailands jordskælvsekspert ved Institut for Råstofressourcer (Department of Mineral Resources), at Sagaing-forkastningen, som strækker sig fra Mandalay til Yangon. Årsagen til, at de seismiske bølger nåede Bangkok, skyldes geologiske faktorer, der gjorde det muligt for jordskælvsbølgerne at forplante sig yderligere. Bølgernes lave frekvens medførte, at høje bygninger i Bangkok svingede med rystelserne, hvilket gjorde jordskælvet mere mærkbart. Thailands departement for katastrofeforebyggelse sagde, at jordskælvet kunne mærkes i næsten alle regioner i landet. Premierminister Paetongtarn Shinawatra indkaldte til et hastemøde for at vurdere virkningen af jordskælvet.
Den 3. april blev de samlede ofre fra jordskælvet i Bangkok opgjort til 22 dræbte, 74 savnede og 35 tilskadekomne, hvoraf 24 var blevet udskrevet, mens 11 fortsat var indlagt. 103 mennesker var blevet berørt af den kollapsede bygning, hvoraf 74 stadig var savnet (menes at være fanget), 15 bekræftede dødsfald og ni overlevende reddet ud, nogle med skader.

## Kollaps af højhus i Bangkok
Tre bygningsarbejde blev fundet dræbt kort efter kollapset af en 33 etager høj bygning i Bangkoks Chatuchak-distrikt, og 81 var savnede, om aftenen opdateret til 90. Bygningen begyndte af slå revner, hvorefter en kran faldt ned. 10 minutter efter faldt bygningen sammen. Normalt ville der være omkring 170 arbejdere i bygningen. Klokken 14:30 ankom forsvarsminister Phumtham Wechayachai til stedet og etablerede et fælles kommandocenter for ofrene. Han beordrede militært personel til at arbejde sammen med redningsarbejdere, for hurtigst muligt at hjælpe med at fjerne affald og søge efter sårede og afdøde ofre. Han udtalte, at dette jordskælv i Bangkok er uden fortilfælde i de sidste 100 år, og myndighederne er bekymrede for efterskælv. Om aftenen lokal tid blev det oplyst, at 68 var kommet til skade, heraf fem kritisk. Mindst ti personer døde i Bangkok under første efterskælv, de fleste da den 33 etager høje bygning kollapsede.
Dagen efter, den 29. marts, mentes mindst 15 personer at være i live, fanget under resterne af det sammenstyrtede højhus. Redningsfolk sagde, at de havde kommunikeret med flere, der er fanget under det høje bjerg af murbrokker. Den 30. marts blev antallet opdateret til i alt 18 dræbte – herunder 11 bygningsarbejdere ved det sammenstyrtede højhus – 32 tilskadekomne og 83 savnede. Ud af de 15 kendte personer fanget under højhusets murbrokker, havde redningsarbejde stadig kontakt til ni af dem via mobiltelefoner ved middagstid den 30. marts. Omkring 20 redningshold, både thailandske og udenlandske, arbejdede i døgndrift. Røntgenteknologi, K9-enheder (hunde til eftersøgning) og tungt maskineri var blevet indsat. Bangkoks guvernør, Chadchart Sittipunt, sagde, at redningsindsatsen vil fortsætte, så længe der er en chance for at redde liv. Selv efter 72 timers-vinduet forsatte redningsaktionen for at finde overlevende. Dødstallet blev opgjort til 13 og 74 savnede.
Ruinen af højhuset blev inddelt i zoner, A-D samt elevatorskakt, for bedre koordination af redningsarbejdet. Redningsarbejdet foregik i døgndrift med kombination af tungt maskineri og håndarbejde samt intensivt brug af redningshunde foruden scanningsværktøj fra USAs militær. Et problem i ruinhoben, foruden armeringsstål, er 25 cm tykke betondæk fra etageadskillelserne. 
Den 2. april steg det bekræftede dødstal er til 15, med 14 yderligere lig stadig synlige i vraget af bygningen. Et lig blev bjærget efter at en 100-tons tung betonplade blev løftet. Myndighederne gik over til en tofaset operation, der involverede både eftersøgning og redning, og strukturel nedrivning med tungt maskineri, især omkring bygningens elevatorskakter og formodede hulrum i trappeopgange. Disse områder mentes at være de mest sandsynlige steder, hvor der kan være overlevende. Forhindringer med snoet armeringsjern og kollapsede betondæk vanskeliggjorde adgangen. Eksperter fra udlandet, beskrev sammenbruddet som et af de mest komplekse, de var stødt på, på grund af mængden af armeret beton og det fuldstændige kollaps af et højhus under opførelse. På trods af 72-timers vinduet for overlevelse, gav rapporter om en overlevende fundet den 1. april i Myanmar, fornyet håb, hvorfor redningsoperationerne fortsatte.
Den 3. april, efter at have opdaget vitale tegn og en kvindestemme i Zone B, havde redningsfolk udgravet omkring to meter i området nær en brandtrappe, hvor der var tegn på, at en person var fanget cirka tre meter under murbrokkerne. På trods af intet svar fra offeret, mente reddere at være tæt på. Tunneler var blevet skabt ved at fjerne store betonplader, med adgangen forblev hæmmet af obstruktive bjælker. Specialudstyr blev brugt til at navigere disse forhindringer. Samtidig søgtes der i underjordiske tunnellignende områder. Operationen udførtes med største forsigtighed. Ved ethvert tegn på liv ophørte al boring og udgravning, for at opretholde tavshed.
Redningshunde og internationale hold blev sendt til elevatorskakten i område C, efter en hund indikerede overlevende derinde. C-området var fortsat udfordrende på grund af bygningens struktur, hvor redningsfolk måtte ind i elevatorskakten. for at komme videre ind. Redderne medbragte iltflasker og stålskærende værktøjer, for at overvinde forhindringer, mens de sikrerde, at de ikke påvirkede overlevende. Om aftenen havde en rendegraver med succes gravet et hul i område D. Dagens bekymringer omfattede tillige potentiel nedbør, som der var forberedt regn- og solbeskyttelsesudstyr til. Den krævende karakter af operationen nødvendiggjorde også brugen af kraftige skære- og lirkeværktøjer til at komme igennem beton.
Den den 5. april bekræftede Bangkoks rådhus, at nogle få lig var blevet lokaliseret i murbrokkerne, men de var stadig ikke i stand til at blive evakueret. Det nøjagtige antal kunne endnu verificeres, men det kunne være så højt som et dusin.. Status den 6. april var, 17 bekræftede dødsfald, 9 reddet og 77 forsat fanget i ruinerne. I alt 103 personer.
Den 7. april – redningsaktionens 11. dag – blev holdene med redningshunde (K9) trukket tilbage, i overensstemmelse med internationale retningslinjer, som begrænser hundeoperationer til syv til ti dage. Holdene havde været aktive på stedet siden andendagen. Da sandsynligheden for at finde yderligere overlevende mindskes, blev operationen fokuseret på fjernelse af murbrokker ved hjælp af tungt udstyr. Regeringsorganer, frivillige og private grupper fortsatte med at yde vital støtte, herunder mad, vand og psykologisk pleje til berørte familier, der fortsat venter ved ulykkesstedet.
Den 17. april var 42 lig og 96 kropsdele blevet obduceret. Af dem var foreløbigt 33 personer identificeret, 22 thailændere, 10 burmesere og en cambodjaner. Identifikationsprocessen er udfordrende, især matchningen af DNA fra kropsdele, på grund af tid og skiftende vejrforhold var vævsprøver blevet forringet. Som følge heraf blev knogler i stedet brugt til DNA-ekstraktion, hvilket kræver længere til, før data kan sammenlignes med familiært DNA. Højden af murbrokker fra den kollapsede bygning var blevet reduceret til omkring 14 meter. Eftersøgningerne fortsatte efter de resterende savnede, dog ansås det usandsynligt, at overlevende ville blive fundet.
Bekræftede tabstal i alt: 93 omkomne, syv savnede og ni tilskadekomne, total 109 personer. Hele ruinen var gennemgået den 10. maj. De savnede personer skal angiveligt findes ved DNA-analyser af de cirka 100 menneskelige rester, som eftersøgningsholdet har sendt til Retsmedicinsk Institut på Politiets Generalhospital. Murbrokker blev transporteret til et udpeget område, hvor daglige inspektioner udføres af K-9-enheder (sporhunde).

### Fotos
- Amerikansk militærpersonel fra Indo-Pacific Command arbejder sammen med thailandske militærfolk og førstehjælpere ved den kollapsede statsrevisionsbygning i Bangkok.
- Panorama af det sammenstyrtede højhus med omgivende bygninger.
Foto: Supanut Arunoprayote.
- Maskiner, der forsøger at grave ind til mulige ofre.
Foto: Supanut Arunoprayote.
- Maskiner, der forsøger at grave ind til mulige ofre.
Foto: Supanut Arunoprayote.
- Maskiner, der forsøger at grave ind til mulige ofre.
Foto: Supanut Arunoprayote.

## Granskning af byggekonsortiet
Højhuset var under opførelse skulle være det nye hovedkvarter for statsrevisionen. Entreprenøren var et konsortium af thailandske Italian-Thai Development Plc og kinesiske China Railway No.10 Engineering Group, som skulle opføre bygningen for 2,1 milliarder baht (cirka 400 millioner kroner). Det næsten færdige højhus skulle været designet til at modstå jordskælv – ligesom alle nyere høje bygninger i Bangkok – hvorfor indenrigsminister Anutin Charnvirakul forlangte resultater fra en undersøgelse af sammenbruddet af den kinesisk-byggede statsrevisionsbygning inden for syv dage. Fire kinesiske arbejdere blev tillige afhørt, efter at være taget i at fjerne dokumenter fra området, herunder oplysninger om entreprenører og underleverandører. Politiet beslaglagde dokumenterne. De kinesiske mænd fortalte politiet, at de samlede dokumenterne for at forberede forsikringserstatningskrav. 10 procent af de udtagne prøver af stål fra den kollapsede betonbygning, viste sig at være af for lav kvalitet.
Flere thailandske regeringsorganer efterforskede to kinesiske virksomheder, der var ansvarlige for opførelsen af den kollapsede bygning, samt mange andre relaterede virksomheder. Undersøgelser viste, at byggeentreprenøren China Railway No.10 Engineering Group, havde kinesiske aktionærer, der ejer 49% af aktierne, med aktionærer forbundet med 13 andre virksomheder. Selskabet Xin Ke Yuan Steel Co. havde kinesiske aktionærer, der ejer 80% og er forbundet med et netværk af 24 virksomheder, hvilket krævede yderligere undersøgelser for potentielle nominerede aktionærer.
Den 21. april anerkendte tre thailandske aktionærer anklager om, at være nominerede aktionærer i udenlandsk kontrolleret virksomhed. Ifølge DSI (Department of Special Investigation) var de tre personer ikke økonomisk solide nok til, at eje 51 procent af egenkapitalen i det store byggefirma, de var heller ikke bygningsingeniører. Brug af nominerede aktionærer ved etableringen af byggefirmaet, for at undgå konflikt med Alien Business Act, var blot en af flere ulovlige aktiviteter, der blev efterforsket. To personer bekræftede, at deres navne blev brugt som aktionær uden deres tilladelse.
Thai Industrial Standards Institute testede kvaliteten af stål og andre byggematerialer, der blev anvendt i bygningen. Test udført tidligere af Iron and Steel Institute of Thailand indikerede, at stål leveret til projektet af Xin Ke Yuan Steel Co var substandard (for lav kvalitet). Det blev også erfaret, at stålproducentens Rayong-fabrik havde været lukket siden januar på grund af en ikke specificeret overtrædelse og 2.400 tons stål blev beslaglagt. Skattevæsenet bad den 3. april om. at der tages skridt mod Xin Ke Yuan Steel og dets ledere, for angiveligt at have brugt næsten 7.500 falske skattefakturaer til en værdi af over 200 millioner baht (cirka 40 millioner kroner). Generalkontrollørens afdeling rapporterede, at blandt de 26 projekter, der var indgået kontrakt med China Railway No.10 Engineering Group, stod nogle over for problemer med aflevering. Ved udgangen af april måned havde DSI beslaglagt 24 containere fyldt med byggerelaterede dokumenter. DSI eftersøgte byggejournaler, værkstedstegninger, dokumenter mellem underleverandører, arbejdsjournaler fra kinesiske og thailandske ingeniører samt inspektionsrapporter for materialer som beton og stål. Disse dokumenter var ikke tilgængelige hos SAO eller andre agenturer, der tidligere var blevet ransaget. De fleste af de dokumenter, der indtil videre var indsamlet, var korrespondance med offentlige myndigheder.
En undersøgelse viste, at SAO-bygningens kollaps kunne være relateret til en fejl i design af elevatorskakten. Jordskælvsrystelserne resulterede i drejning og derved smuldring af bygningen. En tidligere rapport hævdede, at designet af elevatorskakten var blevet ændret, hvor tykkelsen af væggene blev reduceret fra 30 cm til 25 cm.
Præsidenten for Italian-Thai Development Plc, Premchai Karnasuta, og 14 andre, herunder designere og ingeniører, blev anholdt og den 16. maj og nægtet kaution af Ratchada Straffedomstol på grund af sandsynlighed for, at de tiltalte flygter. Desuden meddelte domstolen, at det thailandske politi stadig skal afhøre 15 yderligere vidner, som led i en igangværende efterforskning. Den 8. august rejste statsanklagere formelt tiltale mod 23 personer og virksomheder i forbindelse med sammenbruddet.

## Andre skader i Bangkok
Ved en anden bygningskonstruktion i Bangkoks Bang Pho-område, kollapsede en kran på en 20-etagers høj bygning, grundet jordskælvet. Kranen begyndte at svinge ukontrolleret, hvorefter den brækkede sammen og ramte bygningen. Det resulterede i, at den 37-årige kranoperatør blev slynget ud af maskinhuset og ind på ottende etage, hvor han omkom af sine kvæstelser.
I Bangkok standsede togdriften, nogle motorveje blev lukket og hospitaler evakuerede patienter til udendørs områder. Også den thailandske børs suspenderede al handel, som en afspejling af markedets pludselige ustabilitet. Bangkoks guvernør, Chadchart Sittipunt, beordrede seks parker til at forblive døgnåbne, så indbyggerne fik mulighed for at slappe af og "lette eventuelle dvælende bekymringer". Om aftenen blev parker overnatningssted med drikkevand og toiletter til omkring 775 mennesker, der ikke kunne vende hjem på grund af lukket offentlig trafik eller bekymringer. Private sektorer donerede mad og vand, og politiet sørgede for sikkerheden. Også den 29. marts forblev parkerne åbne døgnet rundt, hvor officielle institutioner organisere musik i seks parker.
Ved middagstid den 30. marts var der i alt indrapporteret næsten 6.000 bygningsskader i Bangkok. Den 2. april var over 13.000 indberetninger modtaget, de fleste dog tilfælde med mindre vægrevner. To bygninger blev erklæret usikre, hvilket påvirkede cirka 2.000 beboere. Bygningskontollen blev afsluttet den 6. april. 6.487 bygninger blev klassificeret som sikre, 361 med moderate skader, men stadig brugbare, og 55 med alvorlige strukturelle problemer, der førte til lukning, hvilket tal blev forhøjet til 60 den 9. april.

## Hjælp til jordskælvofre
Myndighederne sikrede bolighjælp med 5.000 Airbnb-nætter og 500 senge på Wat Samian Naree-templet. Der blev tilbudt økonomisk støtte med op til 49.500 baht til reparationer, 3.000 baht om måneden huslejehjælp i to måneder, 29.700 baht til begravelse, op til 13.300 baht ved tilskadekomst og 11.400 baht til jobgenskabelse.
Familiemedlemmer til de, der omkom, da Statsrevisionens bygning kollapsede, kan forvente udbetalinger på op til 2 millioner baht, både thailændere og gæstearbejdere, de behandles ens. Kompensation udbetales inden for 15 dage. Ud over erstatningen til de efterladte dækker ministeriet lægeudgifter til tilskadekomne via Socialkontoret og erstatningsfonden.
Antallet af bygninger i Thailand, der blev anset for ubeboelige på grund af påvirkninger fra jordskælvet, udgjorde ifølge Department of Public Works and Town and Country Planning i alt 52, den 5. april. 342 bygninger havde moderate skader.

## Skader i provinserne
Departementet for Katastrofeforebyggelse og Afbødning (Department of Disaster Prevention and Mitigation, forkortet DDPM) rapporterede om omfattende skader på tværs af 14 provinser. Jordskælvet kunne foruden Bangkok mærkes i 57 af nationens 76 provinser.
Især Chiang Rai-provinsen blev ramt af jordskælvet, med adskillige strukturelle skader, men ingen tilskadekomne eller dræbte. En del af den ny dobbeltsporede jernbane under opførelse, ramlede sammen. Tyve massive betonbjælker, der hver vejede 10 tons, faldt ned fra den forhøjede jernbanestruktur. Kollapset knuste seks køretøjer parkeret i nærheden.
I Chiang Mai blev 23 af 25 distrikter ramt af mindre skader, Men ingen rapporter om tilskadekomne eller dræbte. Familieretsbygningen og to ejerlejlighedskomplekser fik begrænset adgangen, indtil nødvendige reparationer blev foretaget. En af de historiske juveler, Wat Chedi Luang Varavihara-templet, blev skadet, da dets 640 år gamle, 80 meter høje chedi (en thailandsk betegnelse for en buddhistisk stupa) bar synlige skader med revner og faldne mursten. Chedien var tidligere delvist kollapsede under et betydeligt jordskælv i 1545.
Der var løbende seismisk aktivitet de følgende dage i de nordlige områder grænsende til Myanmar. Så sent som 7. april blev Chiang Mai og Mae Hong Son distrikterne ramt af seksten mindre rystelser mellem 1,9 og 3,8 på Richterskalaen.
På landsplan blev i alt gennemgået 8.884 bygninger mellem den 28. marts og 11. april, hvoraf 8.369 blev erklæret strukturelt forsvarlige og sikre at bruge. Yderligere blev der konstateret moderate skader i 449 bygninger, der dog forblev brugbare. 66 bygningers strukturelle integritet var blevet alvorligt kompromitteret, og anvendelse af disse blev forbudt.